# Rohanovský vrch
Rohanovský vrch är ett berg i Tjeckien. Det ligger i den sydvästra delen av landet, 130 km söder om huvudstaden Prag. Toppen på Rohanovský vrch är 1 010 meter över havet.
Terrängen runt Rohanovský vrch är huvudsakligen lite kuperad.Runt Rohanovský vrch är det glesbefolkat, med 12 invånare per kvadratkilometer. Närmaste större samhälle är Prachatice, 6,4 km norr om Rohanovský vrch. I omgivningarna runt Rohanovský vrch växer i huvudsak blandskog.